# Zajar Pashutin
Zajar Yúrievich Pashutin (en ruso Захар Юрьевич Пашутин), nacido el 3 de mayo de 1974 en Sochi es un jugador de baloncesto profesional de nacionalidad rusa. Con una altura de 1,96 y 91 kilos de peso juega en la posición de escolta. Actualmente (temporada 2010-11) forma parte de la plantilla del UNICS Kazán. Además es un habitual de las convocatorias de la selección nacional de Rusiá con la que ha conseguido un total de 3 medallas en grandes eventos internacionales: plata en Campeonato del Mundo de Atenas 98, y bronce y oro respectivamente en los Eurobasket de España 97 y España 07.
A nivel de clubes, su logro más importante ha sido la consecución en dos ocasiones del título de campeón de la Euroliga, en las temporadas 2005-06 y 2007-08 cuando militaba en las filas del CSKA Moscú. Actualmente, aún es suya la mayor anotación individual histórica en Liga Rusa: 55 puntos en 1998. Es el hermano pequeño de Evgeni Pashutin.

## Trayectoria profesional
- 1990-95 - Spartak de San Petersburgo.  Rusia
- 1995-99 - Avtodor Saratov.  Rusia
- 1999-00 - Pınar Karşıyaka  Turquía
- 2000-01 - ASVEL Villeurbanne  Francia
- 2002-03 - CSKA Moscú.  Rusia
- 2003-04 - Ural Great Perm.  Rusia
- 2004-08 - CSKA Moscú.  Rusia
- 2008-09 - BC Spartak de San Petersburgo.  Rusia
- 2010-11 - UNICS Kazán.  Rusia